# Tượng đài Stalin (Praha)

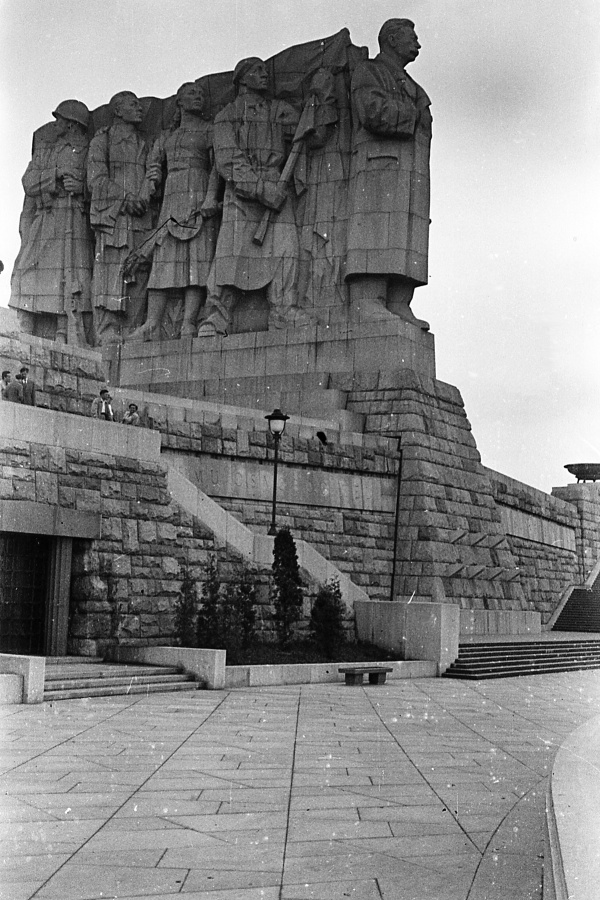
Tượng đài Stalin và bệ bê tông, nhìn từ phía tây

Tượng đài Stalin là bức tượng bằng đá granit cao 15,5 mét, vinh danh Joseph Stalin ở Praha, CHXHCN Tiệp Khắc. Bức tượng hoàn thành vào ngày 1 tháng 5 năm 1955 sau hơn năm năm rưỡi xây dựng. Đây là bức tượng Stalin lớn nhất thế giới. Tác phẩm điêu khắc này bị phá bỏ vào cuối năm 1962.

## Lịch sử
Tượng đài được đặt trên một bệ bê tông khổng lồ. Phần bệ đến giờ vẫn được trưng bày ở Công viên Letná. Đây là bức tượng lớn nhất ở châu Âu, cao đến 15,5 mét và dài đến 22m. Bức tượng là tác phẩm của nhà điêu khắc Otakar Švec, ông đã tự sát vài ngày trước khi bức tượng chính thức ra mắt.
Quá trình cải tổ Phi Stalin hóa bắt đầu xảy ra ngay sau khi tượng đài khánh thành. Tượng đài đã trở thành gánh nặng về kinh tế đối với Đảng Cộng sản Tiệp Khắc. Liên Xô ra lệnh kích nổ tượng đài bằng 800 kilôgam (1.800 lb) chất nổ.  

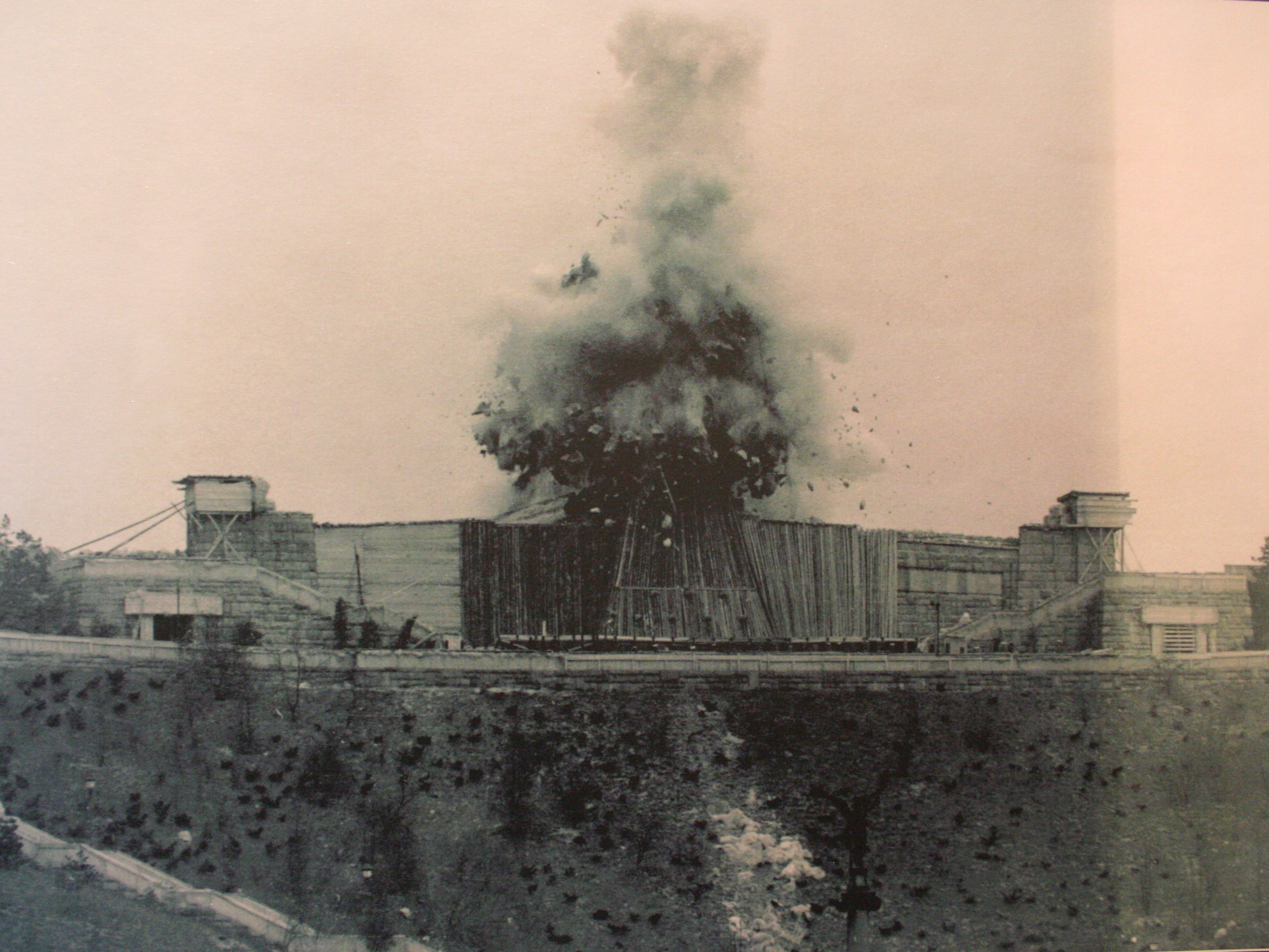
Phá bỏ tượng đài

## Tượng đài sau này

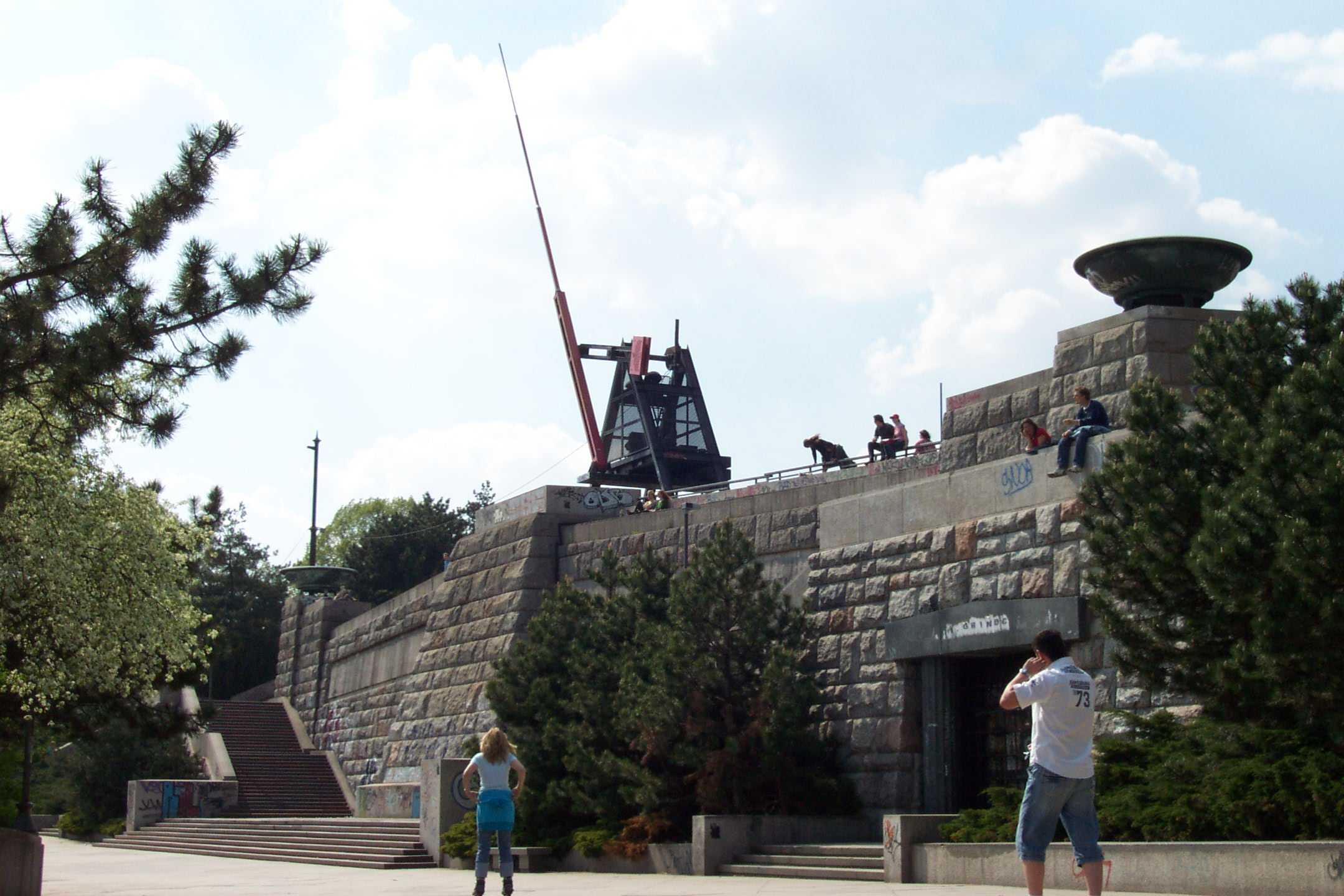
Metronome, góc nhìn từ phía Đông

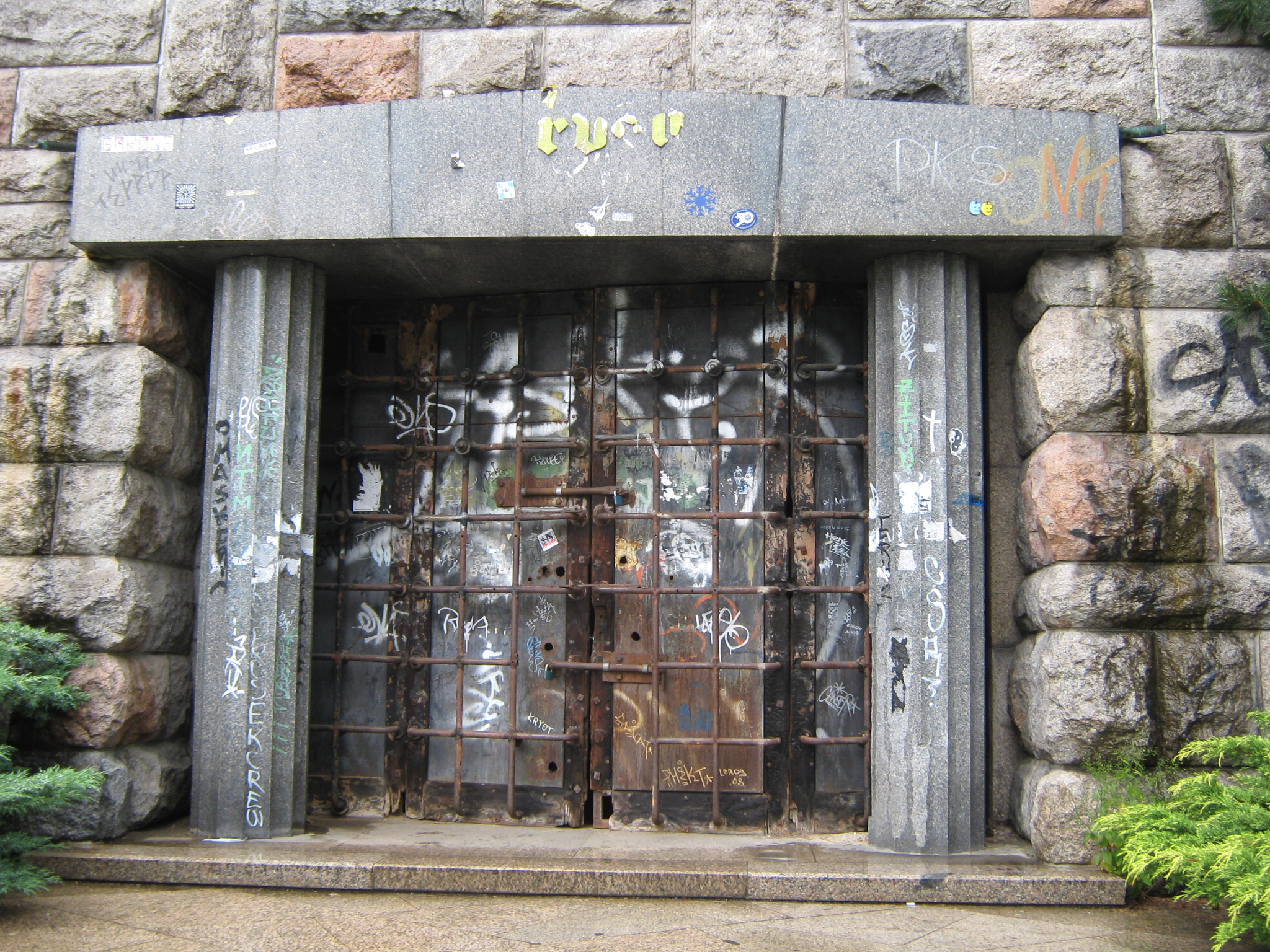
Cổng vào hư không

Năm 1990, một đài phát thanh không chính thức mang tên Đài phát thanh Stalin hoạt động trong một hầm trú bom nằm dưới bức tượng chân cột. Hầm trú ẩn này cũng là nơi sinh hoạt của câu lạc bộ nhạc rock đầu tiên ở Praha vào đầu thập niên 1990.
Kể từ năm 1991, bệ đá được sử dụng để đặt tác phẩm điêu khắc động học khổng lồ có tên là Metronome.
Vào năm 1996, bức tượng Michael Jackson đặt trên bệ đỡ cao 11 mét nhằm quảng bá cho chuyến lưu diễn HIStory World Tour.
Một bảng quảng cáo kêu gọi bầu cử của lãnh đạo Đảng Dân chủ Công dân Václav Klaus cũng được dựng tại địa điểm này trong cuộc bầu cử quốc hội Séc năm 1998 nhưng đã bị dỡ bỏ ngay sau đó do gió lớn.
Thành phố Praha xem xét một số phương án để tái phát triển địa điểm này trong nhiều năm, bao gồm kế hoạch xây dựng một thủy cung. Khu vực này hiện chủ yếu là nơi gặp gỡ và sân chơi cho những người ưa trượt ván.